# Deportivo Samarios
El Deportivo Samarios fue el primer equipo en representar a la ciudad de Santa Marta, en el fútbol profesional colombiano.

## Historia
Fue fundado el 10 de marzo de 1951, precursor del actual Unión Magdalena. En esa temporada, Samarios logró la mayor goleada en la historia del fútbol colombiano, un 12-1 sobre Universidad Nacional. La temporada siguiente fue la última de Samarios, ocupando el puesto 11 del campeonato.
Posteriormente fue refundado bajo el nombre de Unión Magdalena.

## Deportivo Samarios 90´s
Para los años 90´s la Dimayor, junto a la Difútbol, plantearon la posibilidad del descenso de la categoría Primera B a la Categoría Primera C, dándole así la oportunidad a equipos aficionados de poder entrar en carrera para llegar al profesionalismo.
Así entonces, el equipo de reservas de Unión Magdalena ganó el torneo y para el ascenso vendió la ficha a Deportivo Samarios, en honor al equipo desaparecido. Por lo que se convirtió en el segundo equipo de Santa Marta, después del Unión Magdalena. 
Para ese entonces, ante la Dimayor firmaron con el equipo figuras de la época: Roberto Bravo, Ubaldo Barranco, Moisés Pineda, Eddie Escorcia, Frank López, Miguel Hidalgo, Elquer González, Giovanny Ríos, Gustavo Lara, Juan Carlos Maestre, Leonardo Candanoza, Leonardo Huertas y el famoso Justiniano Peña.
Peña, zaguero central de mucha enjundia pero poco técnica, se hizo famoso con el Unión Magdalena y en el único título del Deportes Tolima, fue el único jugador en vestir la camiseta lila y blanca de Samarios.
Su historia, duró en un año de gloria (ascenso de la Primera C a la Primera B en 1993), otro de sufrimiento y posteriormente fue uno de los descendidos de la Categoría Primera B  a la Categoría Primera C en 1994. De allí el equipo perdió la ficha como equipo profesional ante Dimayor desapareciendo una vez más.

## Datos del Club
- Puesto histórico: 33.º

- Temporadas en 1ª: 2(1951-1952).
- •Mejor Puesto:11°(1952).
- •Peor Puesto:14°(1951).
- Temporadas en 2ª: 1 (1994).
- Temporadas en 3ª: 1 (1993).

## Uniforme
El uniforme del Deportivo Samarios, fue inspirado en la bandera albiceleste de la ciudad de Santa Marta

### Patrocinadores
| Periodo | Patrocinador   |
| ------- | -------------- |
| 1993    | Cerveza Águila |

## Palmarés
- Primera C: 1993.